# Leaving New York
Leaving New York è un singolo del gruppo musicale statunitense R.E.M., pubblicato il 27 settembre 2004 come primo estratto dal tredicesimo album in studio Around the Sun.

## Descrizione
In un'intervista, Michael Stipe disse che la canzone è un atto d'amore alla città che egli considera la sua seconda patria. Una volta, mentre stava partendo in aereo, osservò la città dall'alto e venne colpito dalla sua bellezza, così scrisse la canzone di getto a bordo.

## Tracce
CD1
1. Leaving New York
2. (Don't Go Back To) Rockville (live in Oslo 25 October 2003) (Berry, Buck, Mills, Stipe)
3. Leaving New York (Victor Calderone Extended Club Mix)
4. Leaving New York (Calderone Short Version Dub)
5. Leaving New York (Montego The Duke & The Remix)

CD2
1. Leaving New York
2. You Are the Everything (live) (Berry, Buck, Mills, Stipe)
3. These Days (live) (Berry, Buck, Mills, Stipe)

## Classifiche
| Classifica (2004)               | Posizione massima |
| ------------------------------- | ----------------- |
| Austria                         | 32                |
| Belgio (Fiandre)                | 57                |
| Belgio (Vallonia)               | 65                |
| Danimarca                       | 10                |
| Germania                        | 16                |
| Irlanda                         | 14                |
| Italia                          | 2                 |
| Norvegia                        | 7                 |
| Paesi Bassi                     | 43                |
| Regno Unito                     | 5                 |
| Spagna                          | 4                 |
| Stati Uniti (adult alternative) | 1                 |
| Svezia                          | 11                |
| Svizzera                        | 18                |